# 오마 구딩
오마 구딩(Omar Gooding, 1976년 10월 19일 ~ )은 미국의 배우이다.

## 출연 작품
- 도망자: 분노의 추격자 (2018)
- 온리 포 원 나이트 (2016)
- 보이 바이 (2016)
- 죽음의 졸업파티 (2015)
- 퍼센테이지 (2013)
- 더 데블스 더즌 (2013)
- 홀라 2 (2013, Holla II)
- 크리스마스 인 콤프턴 (2012)
- 너클 드레거 (2009)
- 캔디 숍 (2008)
- 미스티어리어스 아일랜드 (2005)
- 가스펠 (2005)
- 원 온 원 (2001)
- 베이비 보이 (2001)
- 배트맨 비욘드 - 시리즈 (1999)
- 스마트 가이 (1997)
- 유령 아빠 (1990)